# Сілвер-Спрінг Тауншип (округ Камберленд, Пенсільванія)
Сілвер-Спрінг Тауншип (англ. Silver Spring Township) — селище (англ. township) в США, в окрузі Камберленд штату Пенсільванія. Населення — 19 557 осіб (2020).

## Демографія
Згідно з переписом 2010 року, у селищі мешкало 13 657 осіб у 5561 домогосподарстві у складі 3935 родин. Було 5887 помешкань
Расовий склад населення:
| - 90,8 % — білих - 5,4 % — азіатів - 1,4 % — чорних або афроамериканців - 0,1 % — корінних американців |

До двох чи більше рас належало 1,6 %. Частка іспаномовних становила 2,0 % від усіх жителів.
За віковим діапазоном населення розподілялося таким чином: 21,9 % — особи молодші 18 років, 61,1 % — особи у віці 18—64 років, 17,0 % — особи у віці 65 років та старші. Медіана віку мешканця становила 43,8 року. На 100 осіб жіночої статі у селищі припадало 96,1 чоловіків;  на 100 жінок у віці від 18 років та старших — 92,6 чоловіків також старших 18 років.
Середній дохід на одне домашнє господарство  становив 93 570 доларів США (медіана — 73 469), а середній дохід на одну сім'ю — 105 976 доларів (медіана — 85 910). Медіана доходів становила 65 331 долар для чоловіків та 44 748 доларів для жінок. За межею бідності перебувало 7,6 % осіб, у тому числі 14,0 % дітей у віці до 18 років та 2,1 % осіб у віці 65 років та старших.
Цивільне працевлаштоване населення становило 7399 осіб. Основні галузі зайнятості: освіта, охорона здоров'я та соціальна допомога — 22,4 %, роздрібна торгівля — 15,2 %, науковці, спеціалісти, менеджери — 13,3 %.